# Ulica Szpitalna w Krakowie

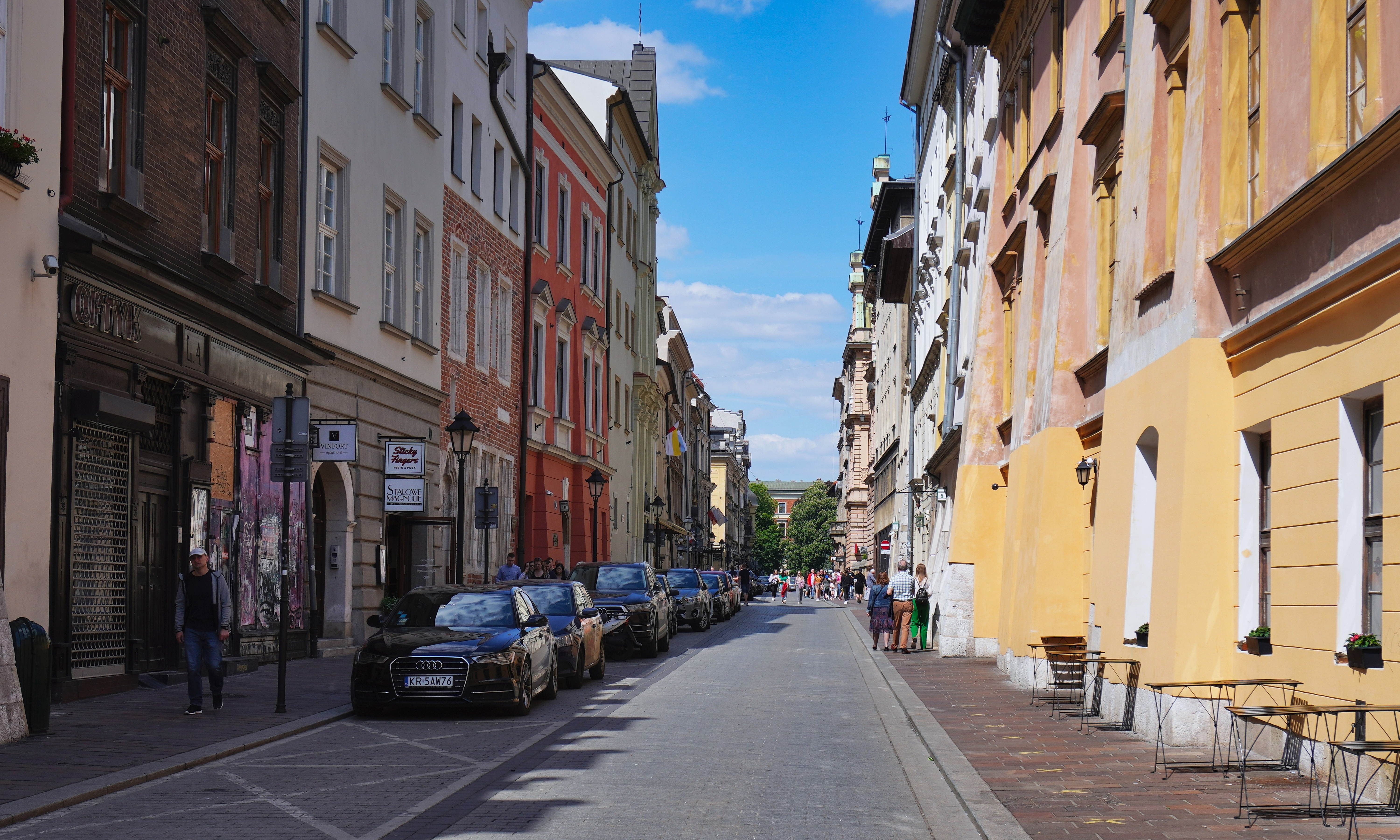
Widok od Małego Rynku na północ

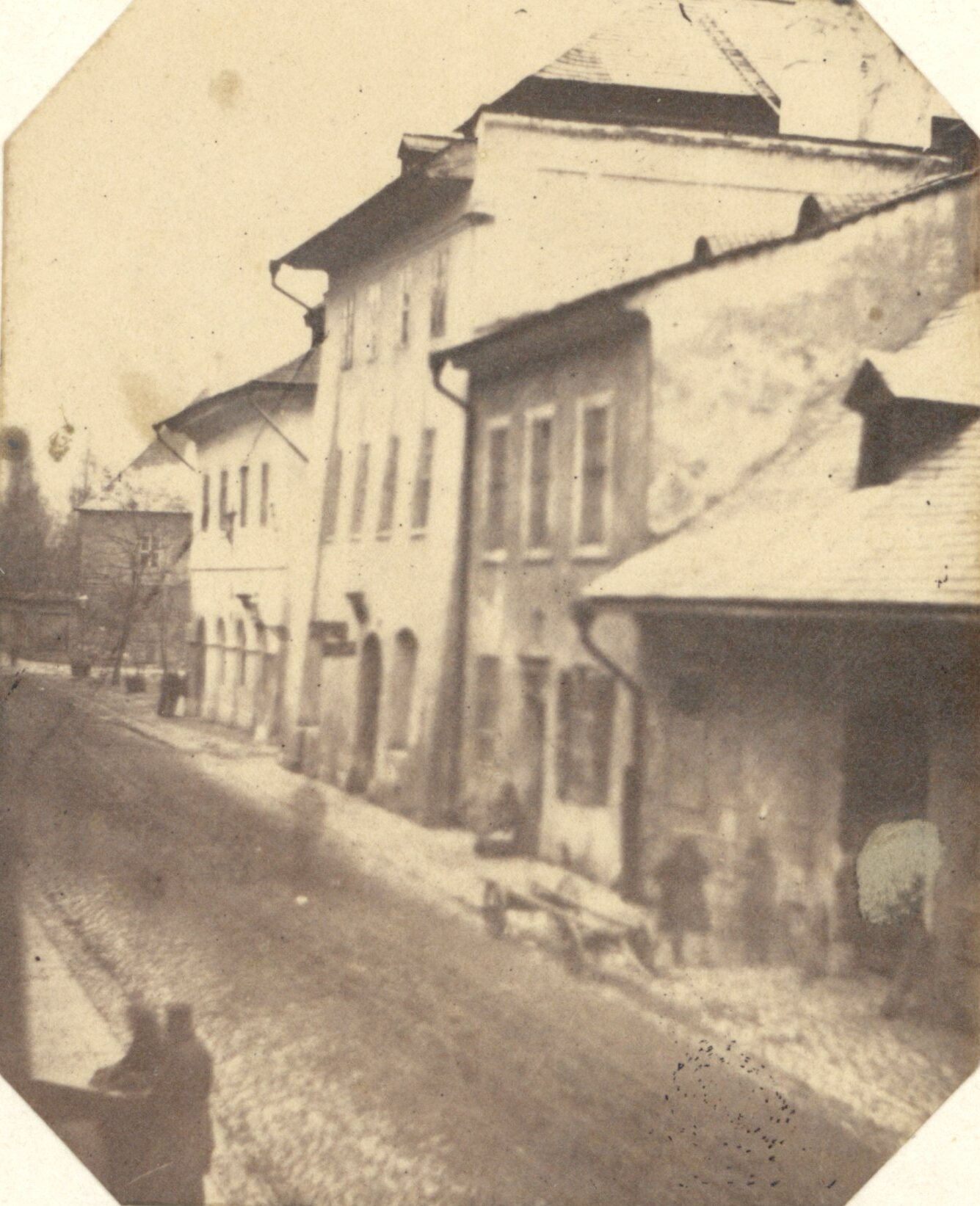
Ulica Szpitalna około 1859

Ulica Szpitalna – ulica w Krakowie, w dzielnicy I Stare Miasto, na Starym Mieście. Łączy Mały Rynek z ulicą Basztową.

## Historia
Nazwa ulicy Szpitalnej poświadczona jest w dokumentach miejskich w XIV wieku. Nawiązuje do zespołu najstarszych krakowskich szpitali prowadzonych przez zakon duchaków w tym rejonie miasta od XIII wieku. Przed II wojną światową była znana z handlu książkami, gdyż znajdowały się tutaj liczne antykwariaty, prowadzone przez żydowskie rodziny Himmelblauów, Seidenów.

## Ważniejsze budynki

### Kamienica Lamellich
Kamienica Lamellich to pierwszy budynek przy ulicy Szpitalnej (idąc od strony Małego Rynku) znajdujący się na rogu z ulicą Mikołajską 2.

### Dom nr 7
To dom „Pod Rakiem”. w którym zachowało się średniowieczne godło. W czasie powstania styczniowego 1863 w kamienicy był punkt werbunkowy. O fakcie tym przypomina tablica pamiątkowa umieszczona na fasadzie w 1989.
Budynek posadowiono w roku 1478 jako jednopiętrowy z wysokim parterem. Na elewacji frontowej (odnowionej w 2004 wraz ze średniowiecznym portalem) widoczne detale architektoniczne z zachowanym i odnowionym godłem kamienicy „Pod Rakiem”. W kolejnych latach dobudowano cztery piętra, zachowując nad nadprożami okiennymi każdej kondygnacji fasady frontowej reliefy w kształcie główek aniołków. W latach 30. XX w. mieściły się w kamienicy antykwariaty, nawiązujące do działalności antykwarycznej pozostałych kamienic ul. Szpitalnej. Obecnie działa w „Domu pod Rakiem” zakład naprawy wiecznych piór, jak również zgodnie z tradycją antykwariat „Rara Avis”.

### Dom nr 8
Kamienica Jaroszowska – gotycka kamienica, która mimo późniejszych przekształceń do dziś zachowała oryginalny zakończony trójliściem portal wejściowy.

### Kamienica nr 9
Kamienica Zubkiewiczowska z XIV wieku.

### Dom nr 11
Na tym miejscy znajdowały się budynki szpitala dla psychicznie chorych, ufundowane przez biskupa Andrzeja Trzebickiego. Od rodowego herbu biskupa nazywano je kamienicami „Pod Łabędziem”. Na ich miejscu w 1928 zbudowano czynszowe kamienice Kasy Oszczędności projektu architekta Wacława Krzyżanowskiego.

### Dom nr 10–12
To klasztor zakonu sióstr duchaczek.

### Dom nr 14
Kościół św. Tomasza Apostoła w Krakowie  wybudowany na miejscu drewnianego budynku zboru braci polskich, zburzonego podczas rozruchów antyprotestanckich 23 maja 1591.

### Dom nr 15
Budynek dawnej Komunalnej Kasy Oszczędności Miasta Krakowa zbudowany w latach 1881–1883 według projektu Karola Borkowskiego i Karola Knausa. Dziś mieści się tutaj oddział banku Pekao. Na klatce schodowej znajdują się witraże z alegoriami Oszczędności i Dobrobytu, wykonane w 1933 według projektu Józefa Mehoffera.

### Dom nr 17
Zachował późnogotycki portal z trójlistnym zakończeniem. W 1874 wykonano nadbudowę 2. piętra. Autorem przebudowy był Filip Pokutyński. Kamienica otrzymała również rzadko spotykany w Krakowie przykład neogotyckiej fasady.

### Dom nr 18
Zwany domem „Pod Obrazem” – dawny klasztor sióstr prezentek, obecnie mieszczący Publiczne Liceum Ogólnokształcące Sióstr Prezentek w Krakowie oraz internat.

### Dom nr 21
Początki tego domu to 1464. Został ufundowany jako szpital św. Rocha dla scholarów i stanowi jedyny zachowany dziś fragment dawnych średniowiecznych szpitalnych zabudowań, wyburzonych pod koniec XIX w. Dziś od krucyfiksu zdobiącego jego fasadę nazwany jest Domem pod Krzyżem i mieści w muzealnych wnętrzach pamiątki teatralne.

### Dom nr 24
Kamienica ta należała do rodu Jordanów. Na początku XX w. mieściła Żydowskie Towarzystwo Dobrych Dążności. Po przebudowie od 1932 należała do Żydowskiego Stowarzyszenia miłości Bliźniego i mieściła dom modlitwy. Synagoga Ahawat Raim w Krakowie została doszczętnie zniszczona przez Niemców w 1940. Od 1947 mieści się w jej dawnym budynku parafialna cerkiew prawosławna Zaśnięcia Przenajświętszej Bogurodzicy.

### Dom nr 26
Pochodzi z początków XV w., a z czasów przebudowy dokonanej w XVII w. zachował się barokowy portal wejściowy. Ostatnią przebudowę kamienica przeszła w 2. połowie XIX w. Mieszkał tutaj Wincenty Pol, o czym przypomina umieszczona nad portalem tablica pamiątkowa wykonana w 1907 według projektu Zygmunta Hendela.

### Kamienica nr 30
To dawny dom zajezdny, który w 1834 zakupił Kacper Poller i urządził w nim elegancki hotel. Dokonano jego rozbudowy w dwóch etapach w 1845 oraz 1861 adaptując na pomieszczenia hotelowe sąsiednie kamienice. Od znajdującej się na fasadzie kotwicy był nazywany hotelem „Pod Złotą Kotwicą”. Obecnie znowu prowadzą go przedstawiciele rodziny Pollerów.

### Kamienica nr 38
Przed 1896 mieścił się tu dom, w którym Ferdynand Turliński prowadził kawiarnię zwaną „Paonem” – ulubione miejsce świata artystycznego ówczesnego Krakowa. Obecna kamienica została zbudowana w 1912 według projektu architekta Teodora Hoffmana. Na dole mieściła się kawiarnia „Teatralna”, którą w latach 30. XX w. zastąpił ekskluzywny lokal nocny „Cyganeria”. W okresie II wojny światowej znajdował się tu lokal dla niemieckich oficerów. 22 grudnia 1942 przedstawiciele kilku żydowskich organizacji podziemnych dokonali wspólnie udanego zamachu na lokal (zginął oficer Luftwaffe, a 3 inne osoby zostały ranne). Jednym z uczestników tej akcji był Icchak Cukierman. Lokal uległ likwidacji na początku lat 90. XX w. Dziś w jego dawnych wnętrzach mieści się sklep spożywczy sieci „Kefirek”. Jak wyglądało wnętrze „Cyganerii”, można zobaczyć w serialu Stawka większa niż życie, którego odcinek W imieniu Rzeczypospolitej rozgrywa się w Krakowie, a część zdjęć nakręcono w oryginalnych wnętrzach „Cyganerii”.
- ul. Szpitalna 40 (ul. Pijarska 23) – Kamienica Raczyńskiego
- ul. Szpitalna 4

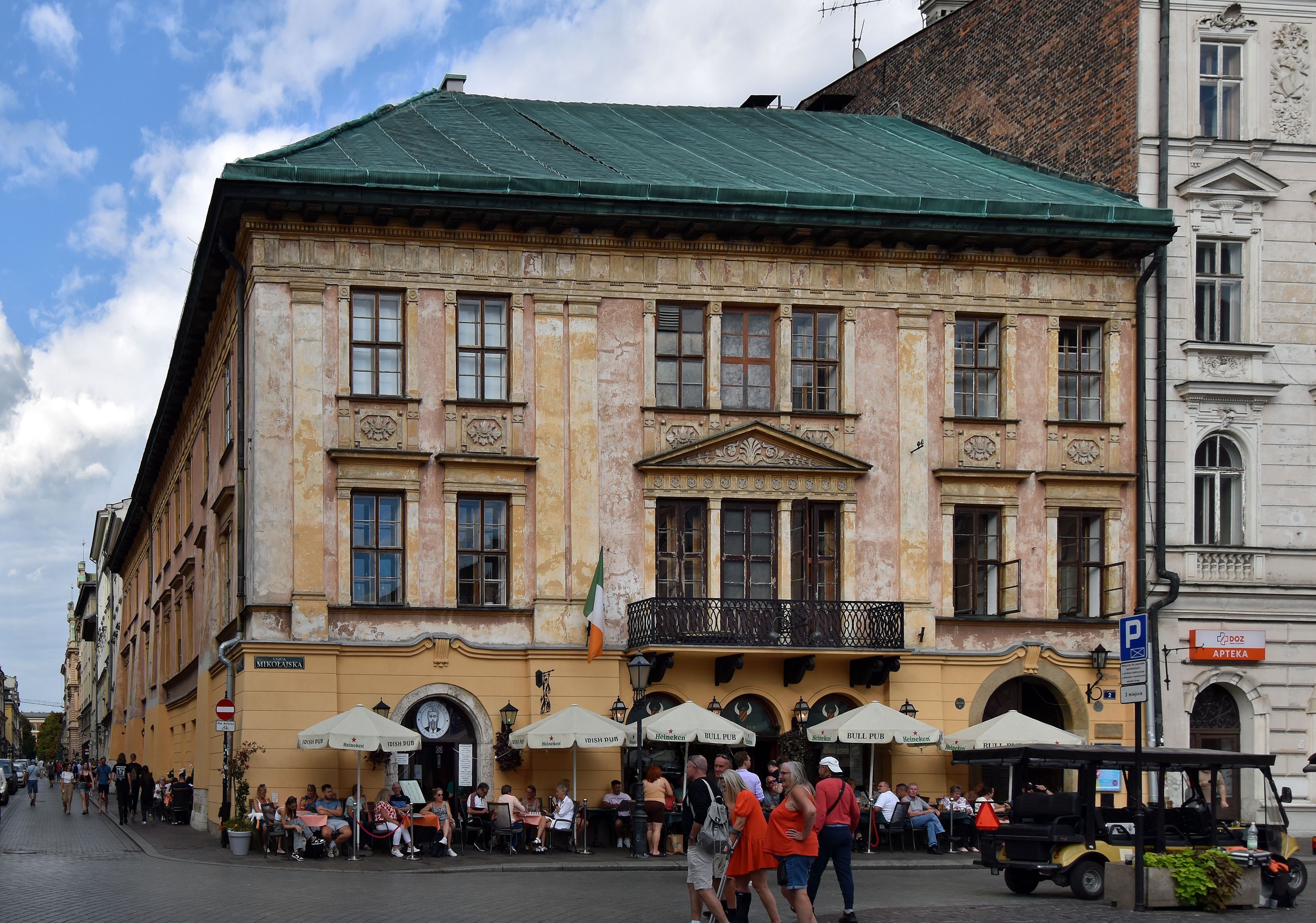
ul. Szpitalna 1 Kamienica Lamellich
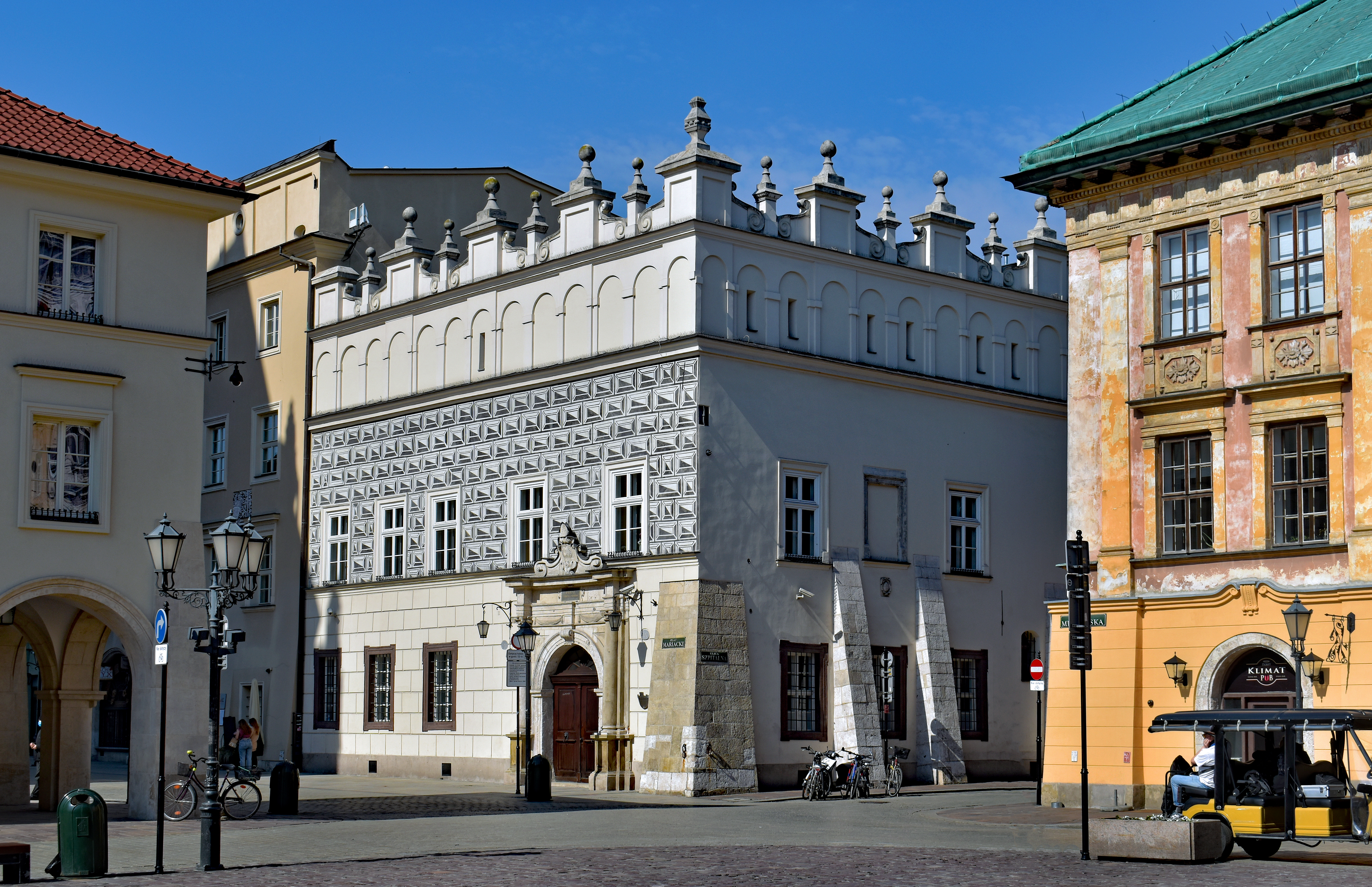
ul. Szpitalna 2 Prałatówka kościoła mariackiego
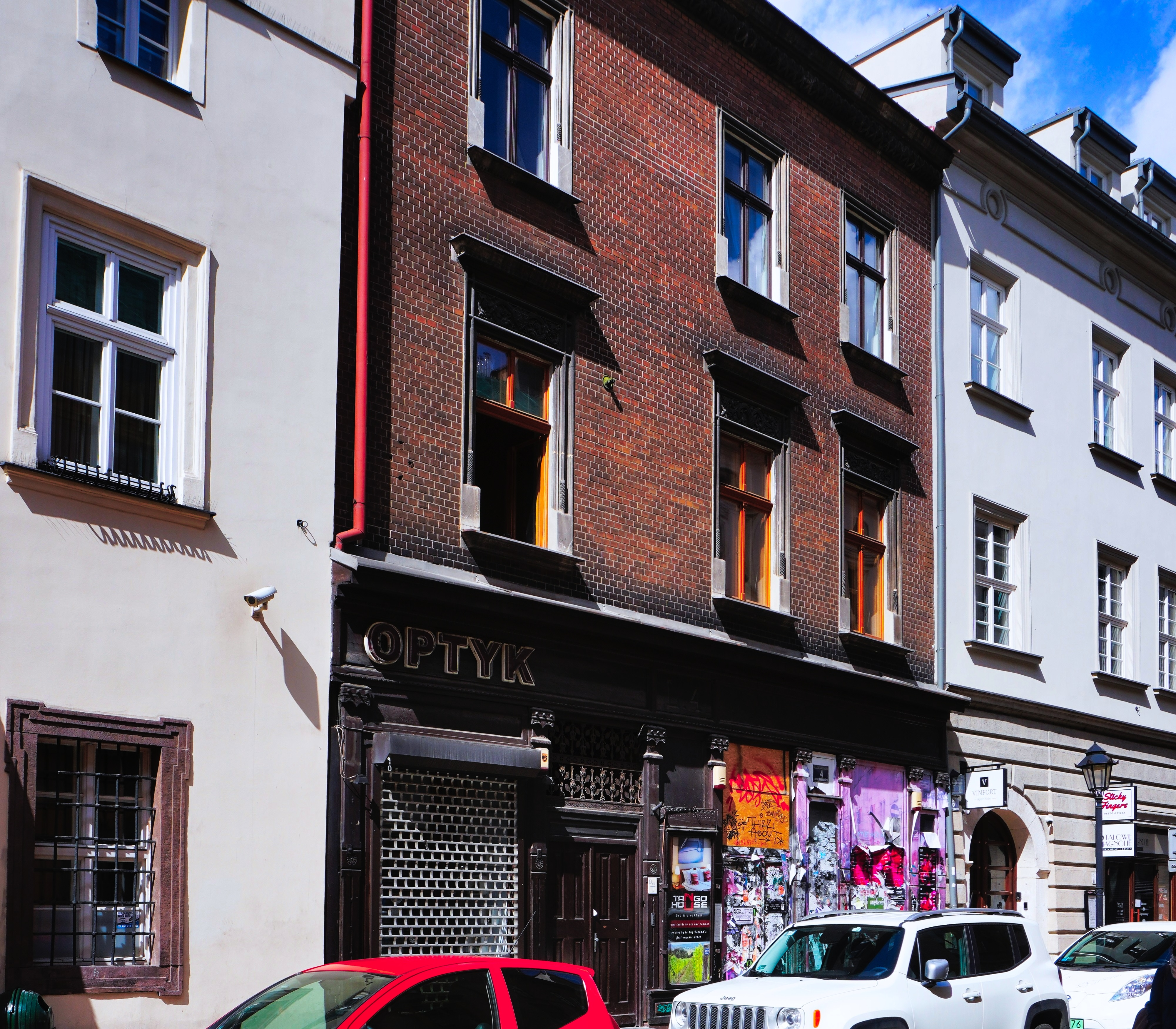
ul. Szpitalna 4 Zabytkowa kamienica
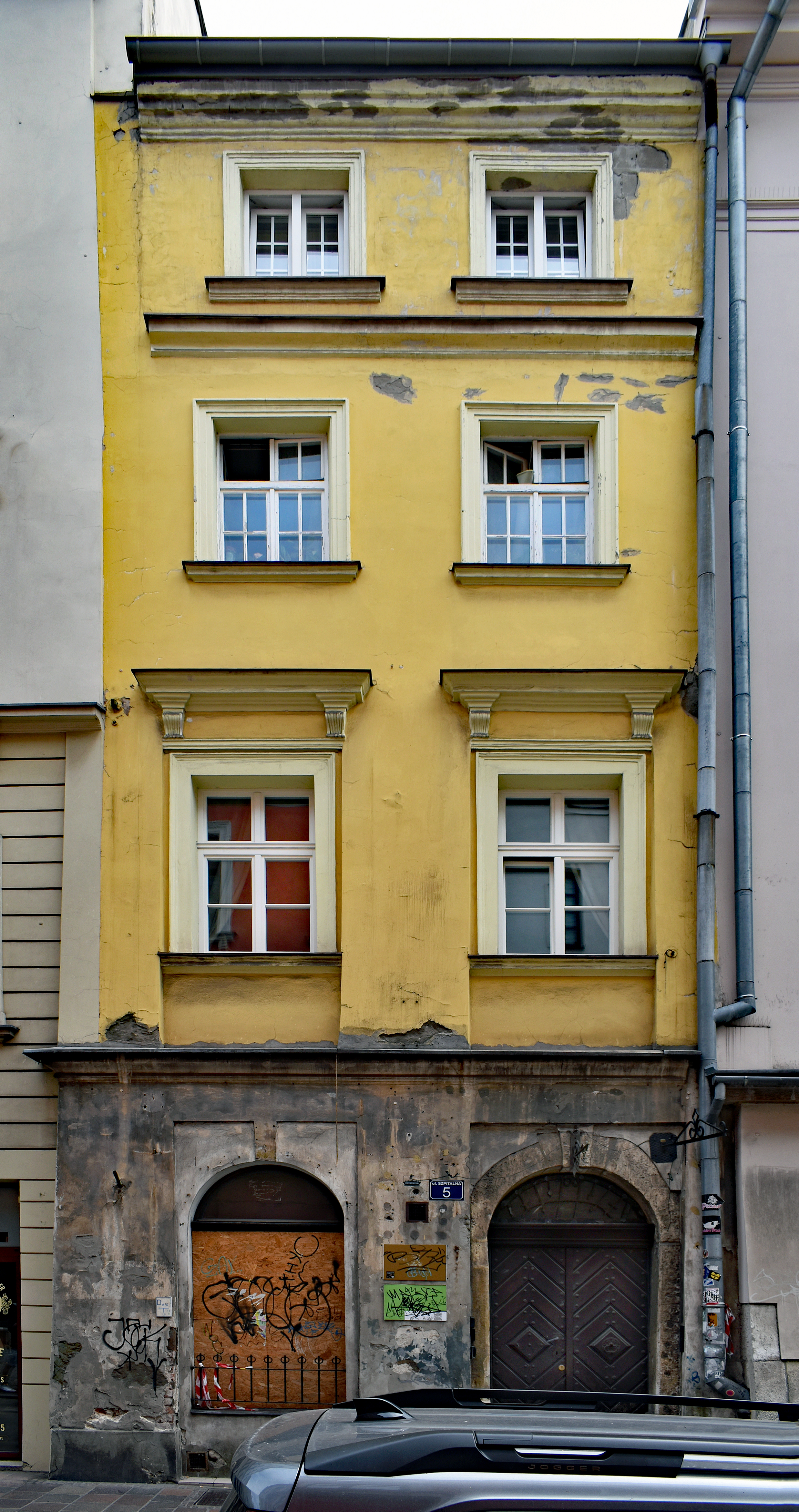
ul. Szpitalna 5 Zabytkowa kamienica (koniec XV wieku)
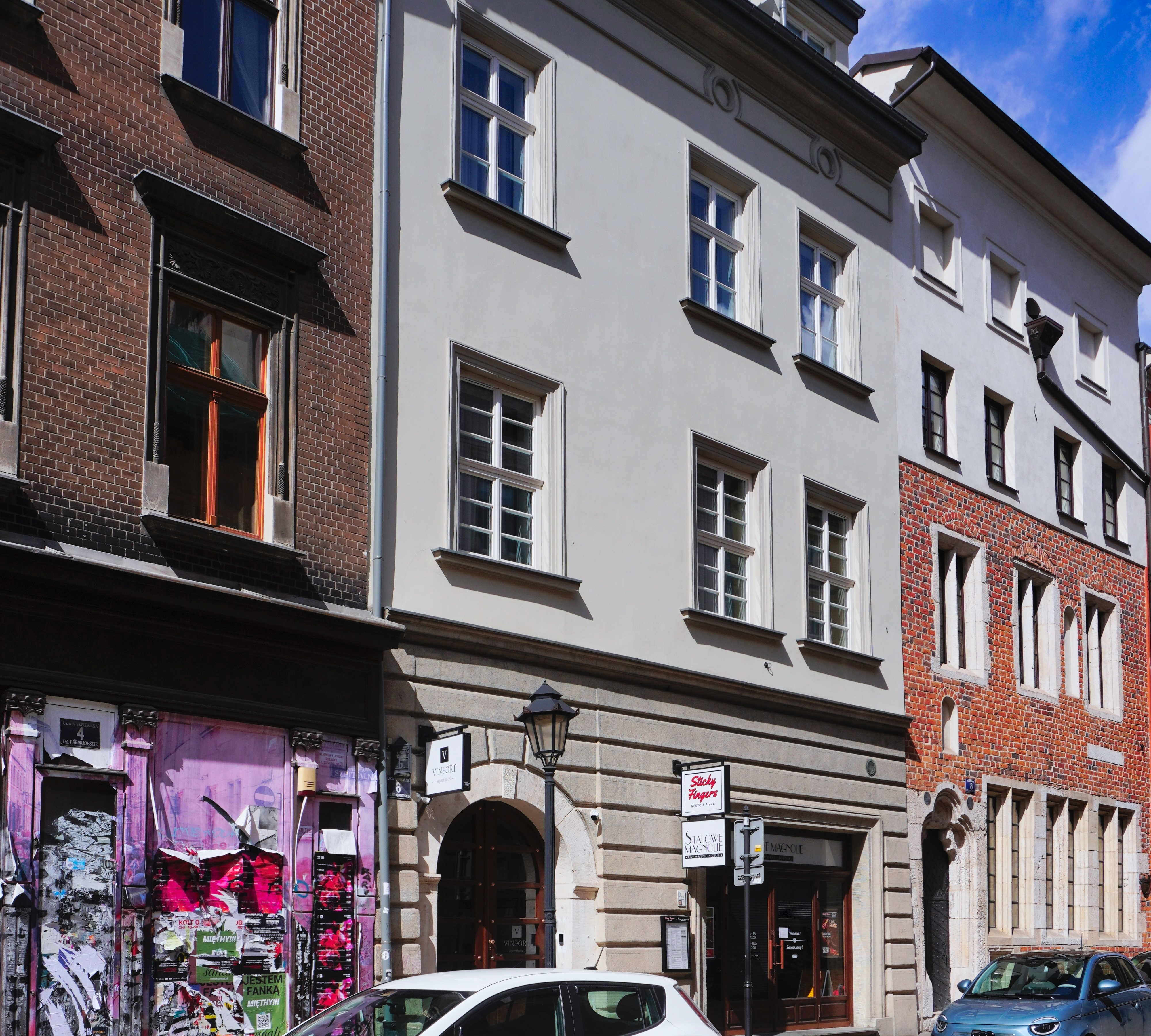
ul. Szpitalna 6 Zabytkowa kamienica
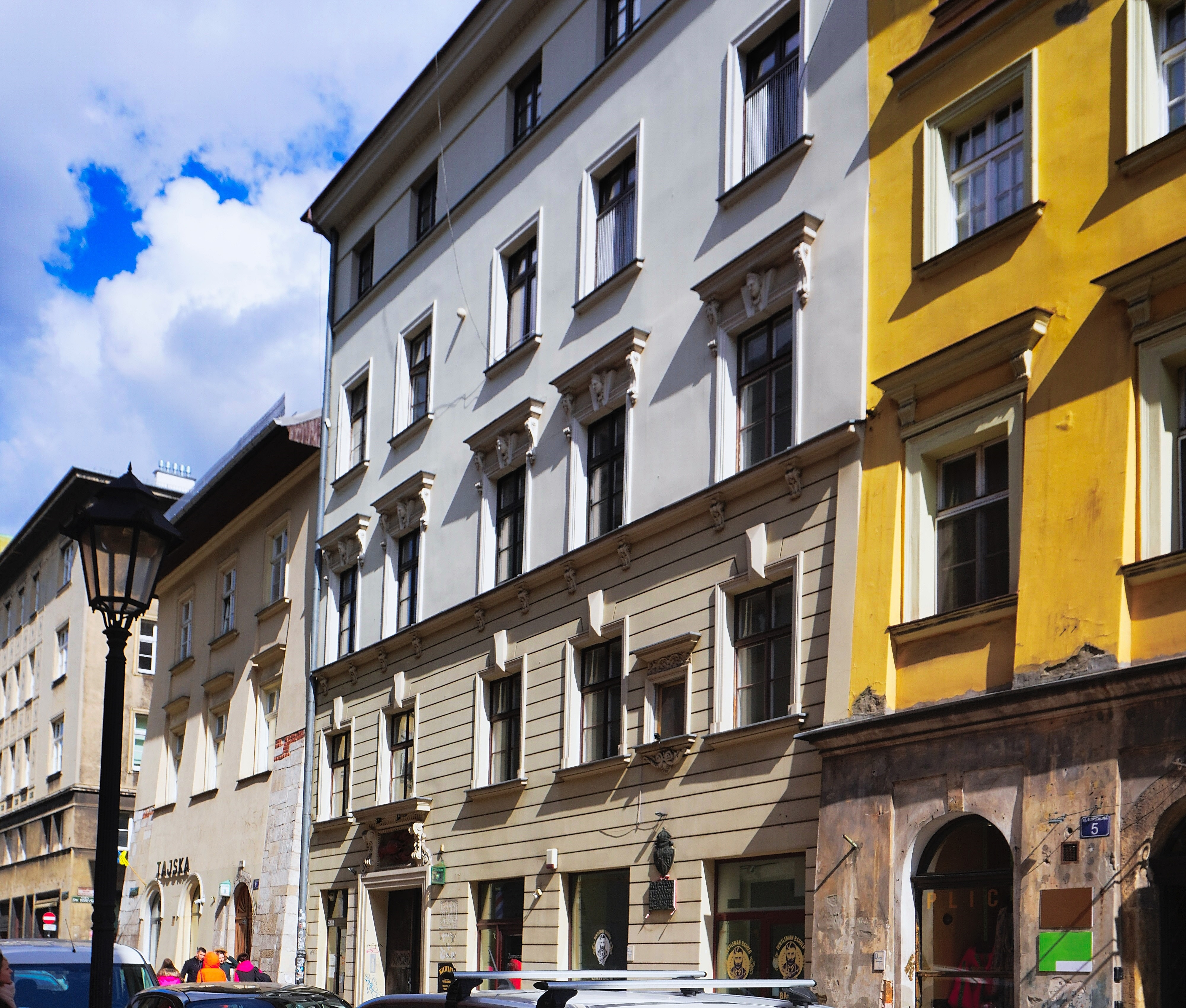
ul. Szpitalna 7 Kamienica Pod Rakiem
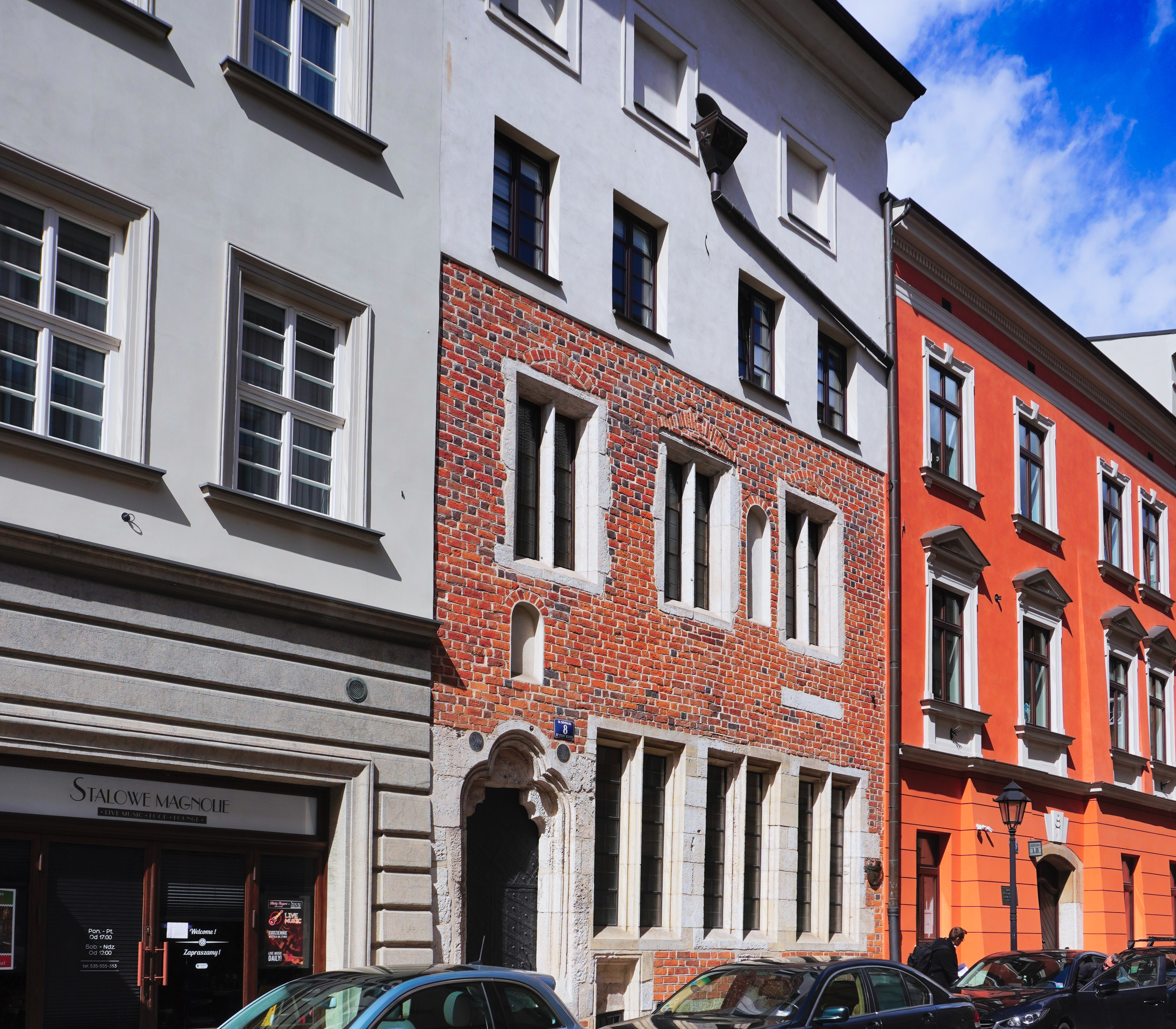
ul. Szpitalna 8 Kamienica Jaroszowska
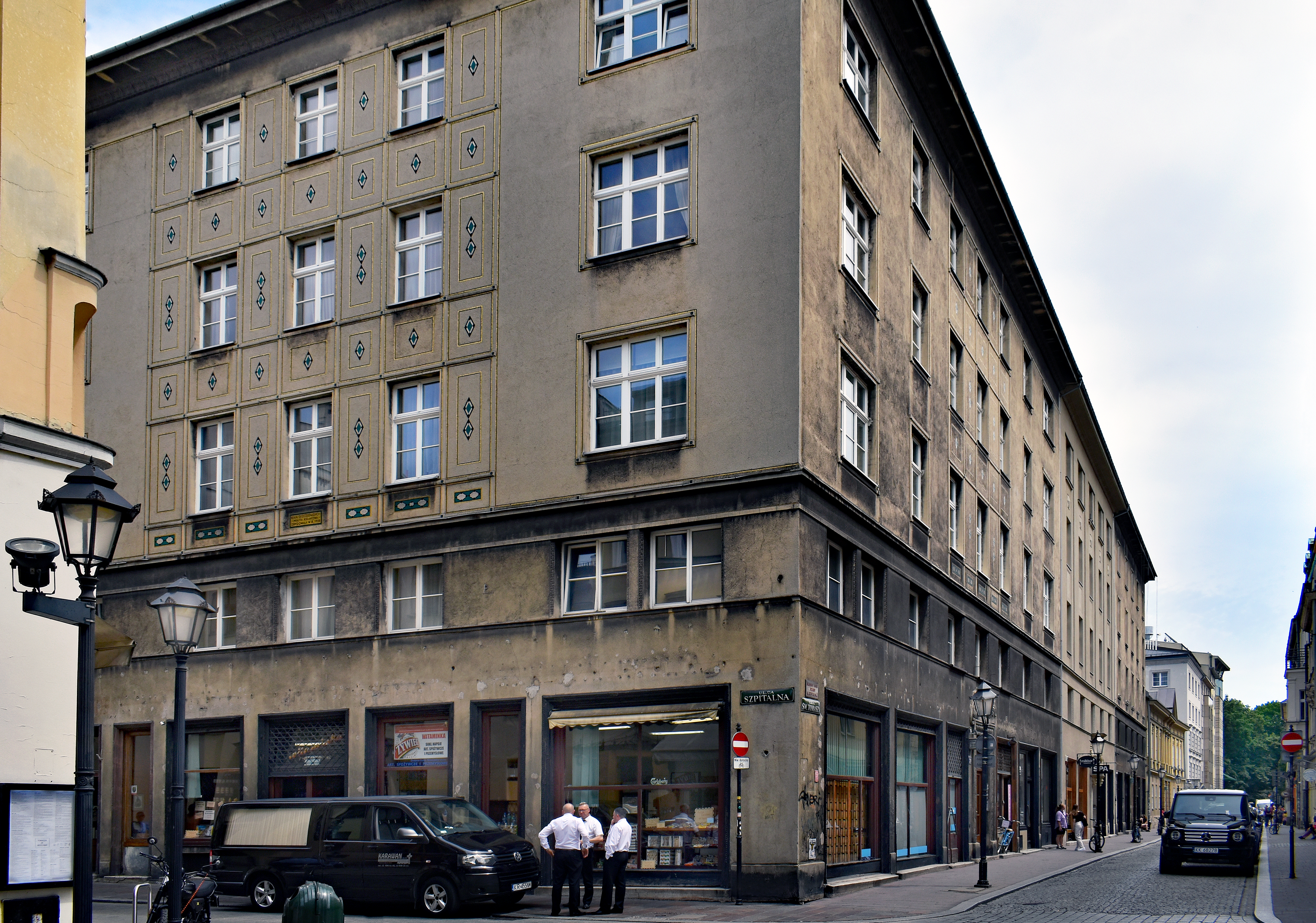
ul. Szpitalna 11 (ul. św. Tomasza 22–26) Kamienice KKOMK
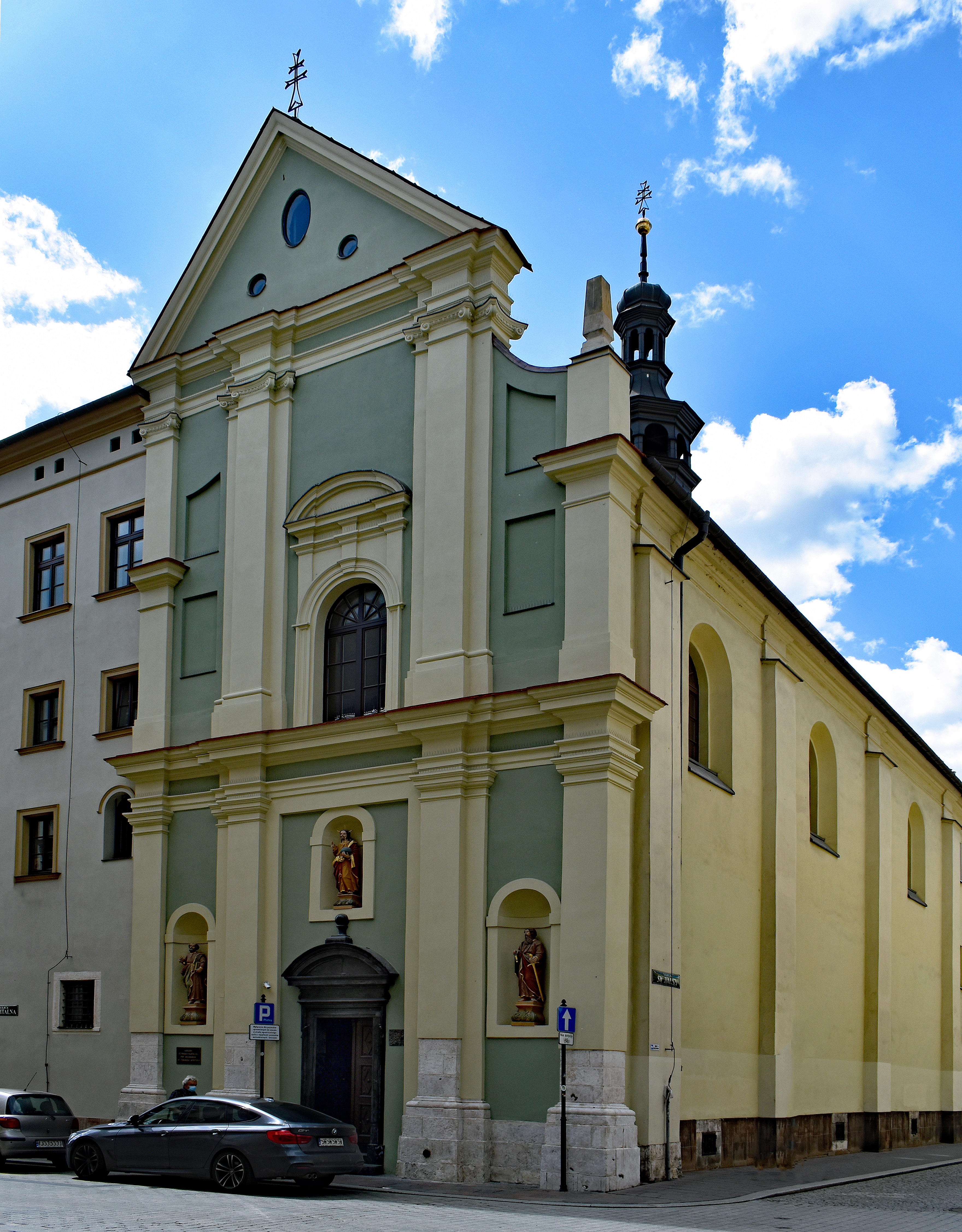
ul. Szpitalna 12 Kościół św. Tomasza
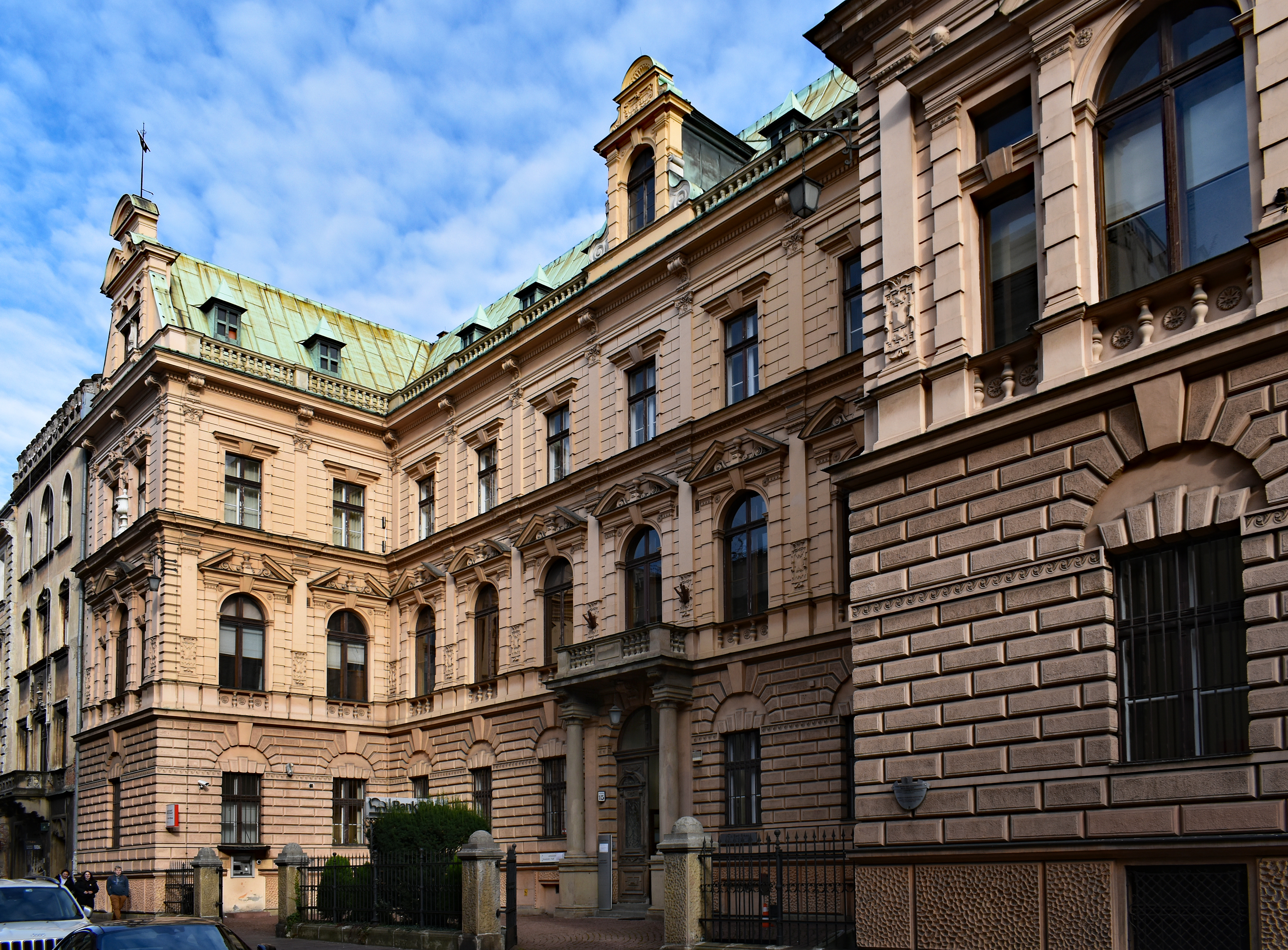
ul. Szpitalna 15 Budynek dawnej Kasy Oszczędności Miasta Krakowa
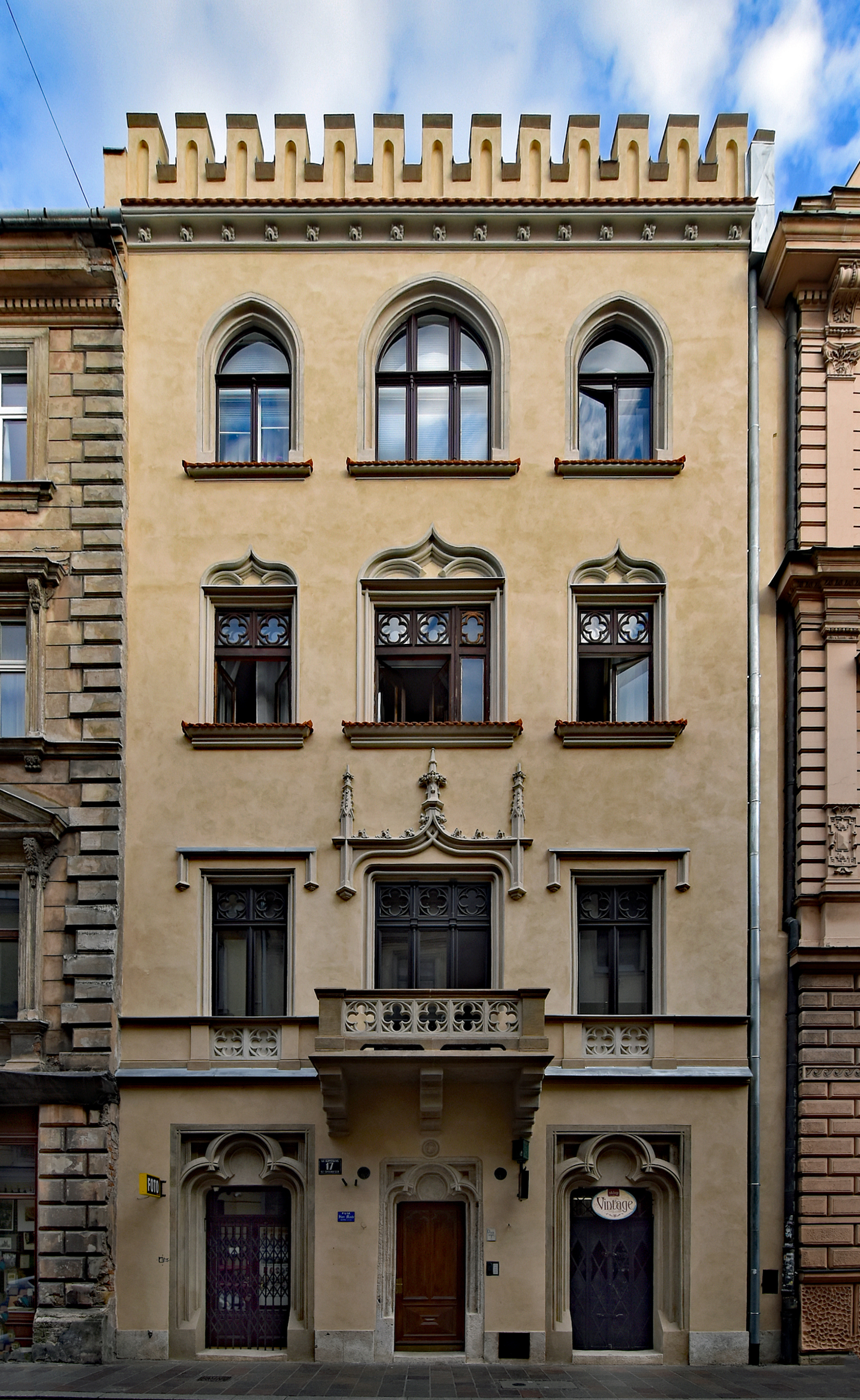
ul. Szpitalna 17 Kamienica
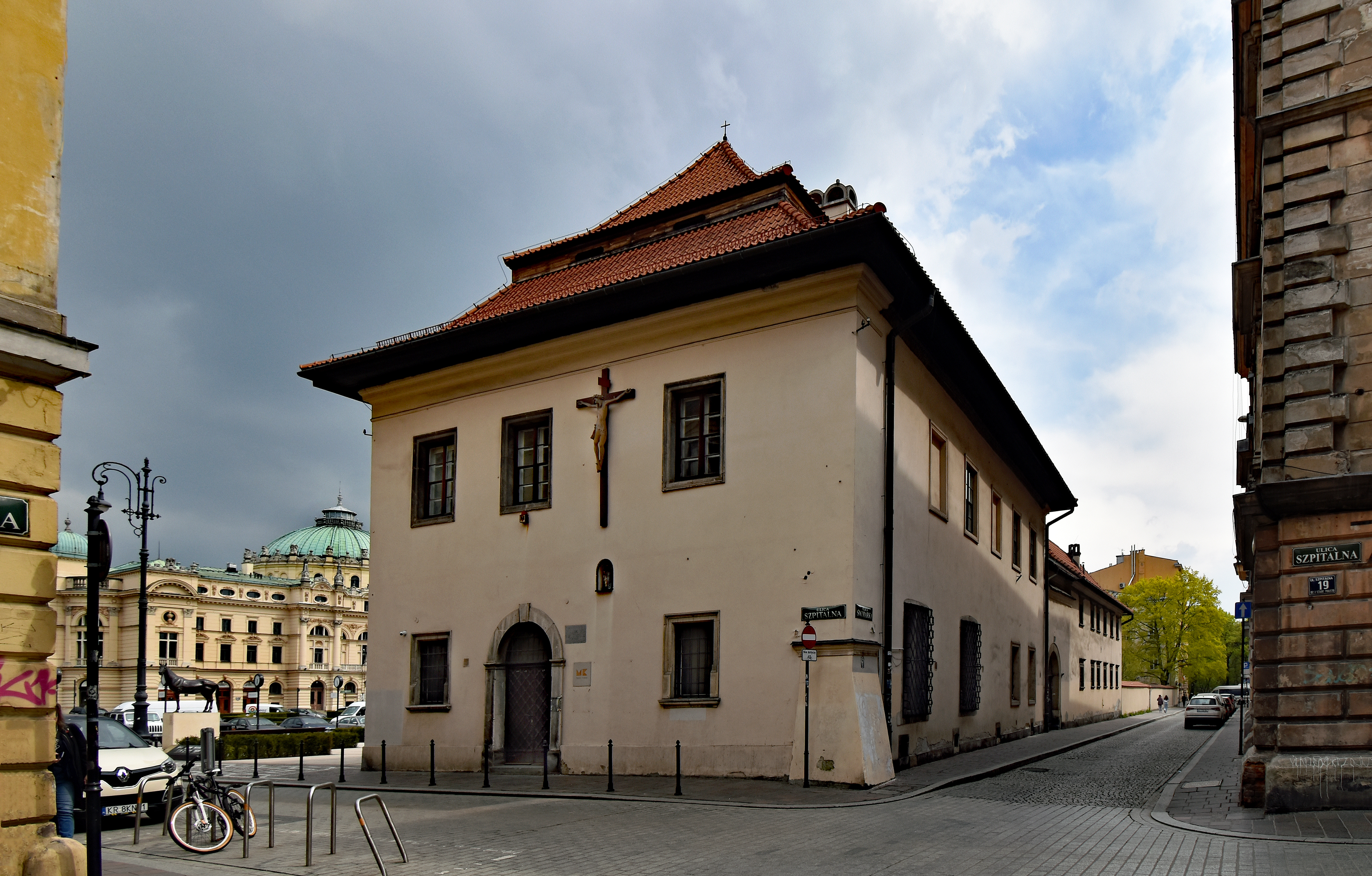
ul. Szpitalna 21 Dom pod Krzyżem
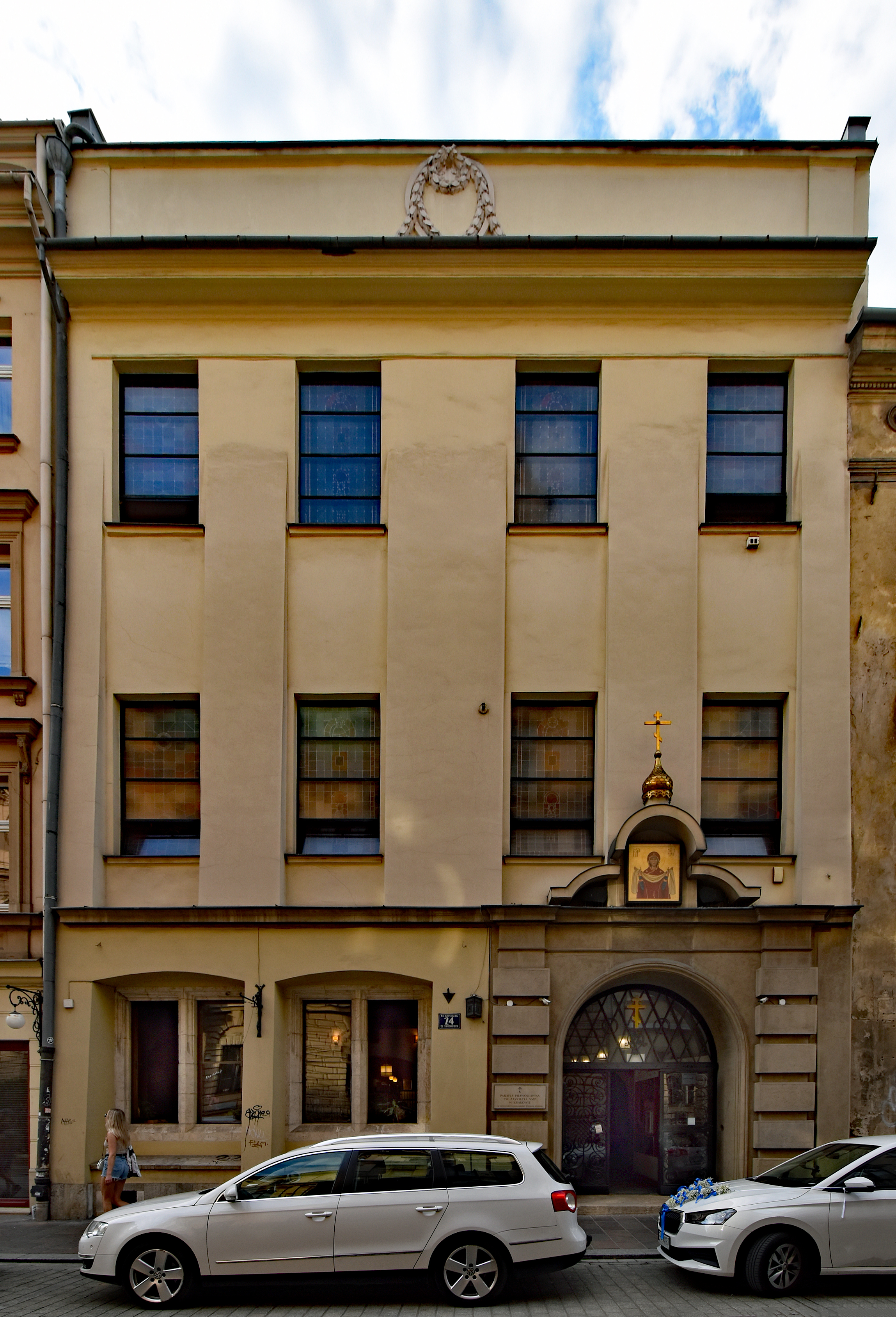
ul. Szpitalna 24 Cerkiew Zaśnięcia Przenajświętszej Bogurodzicy
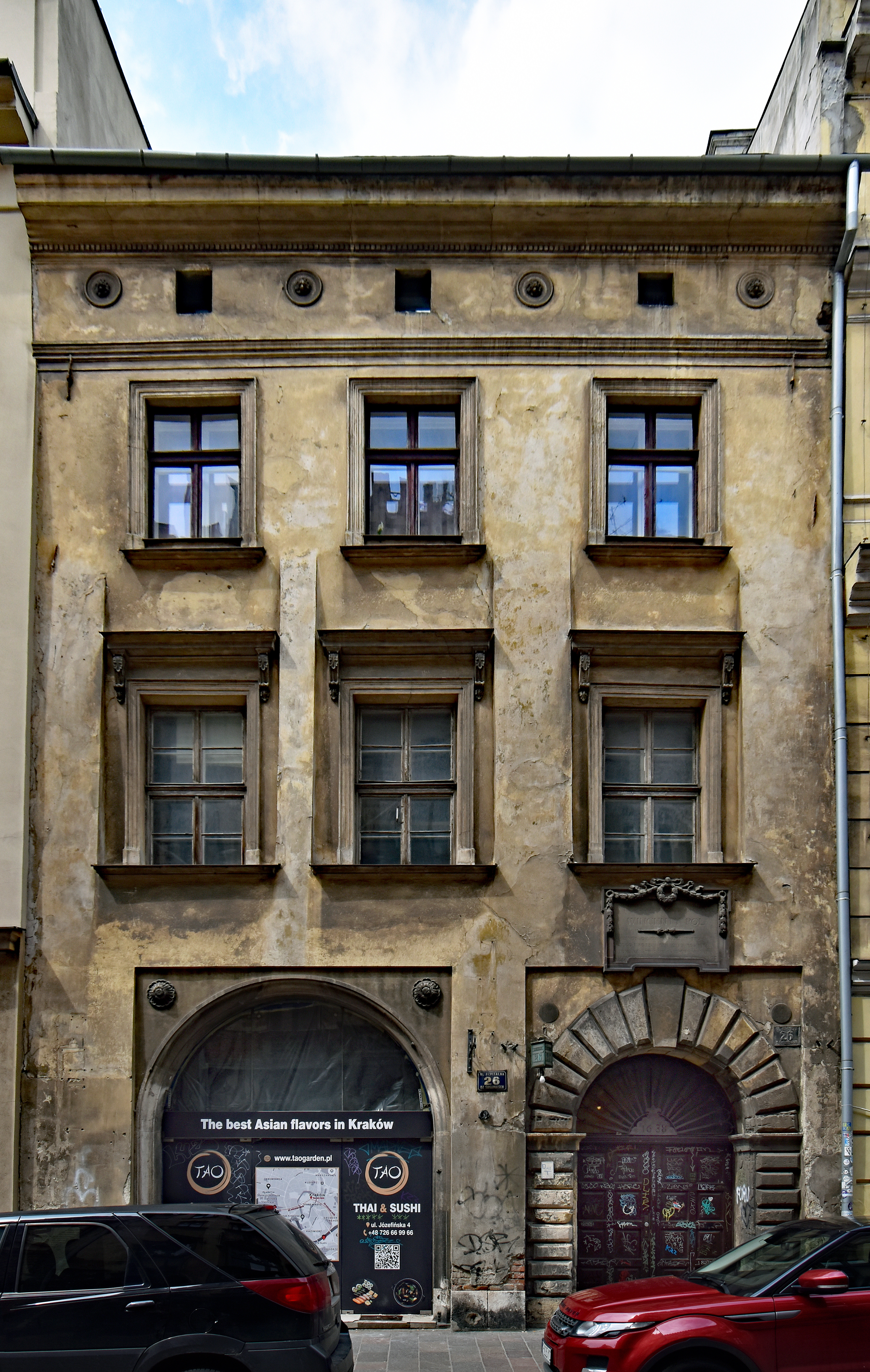
ul. Szpitalna 26 Kamienica w której mieszkał Wicenty Pol
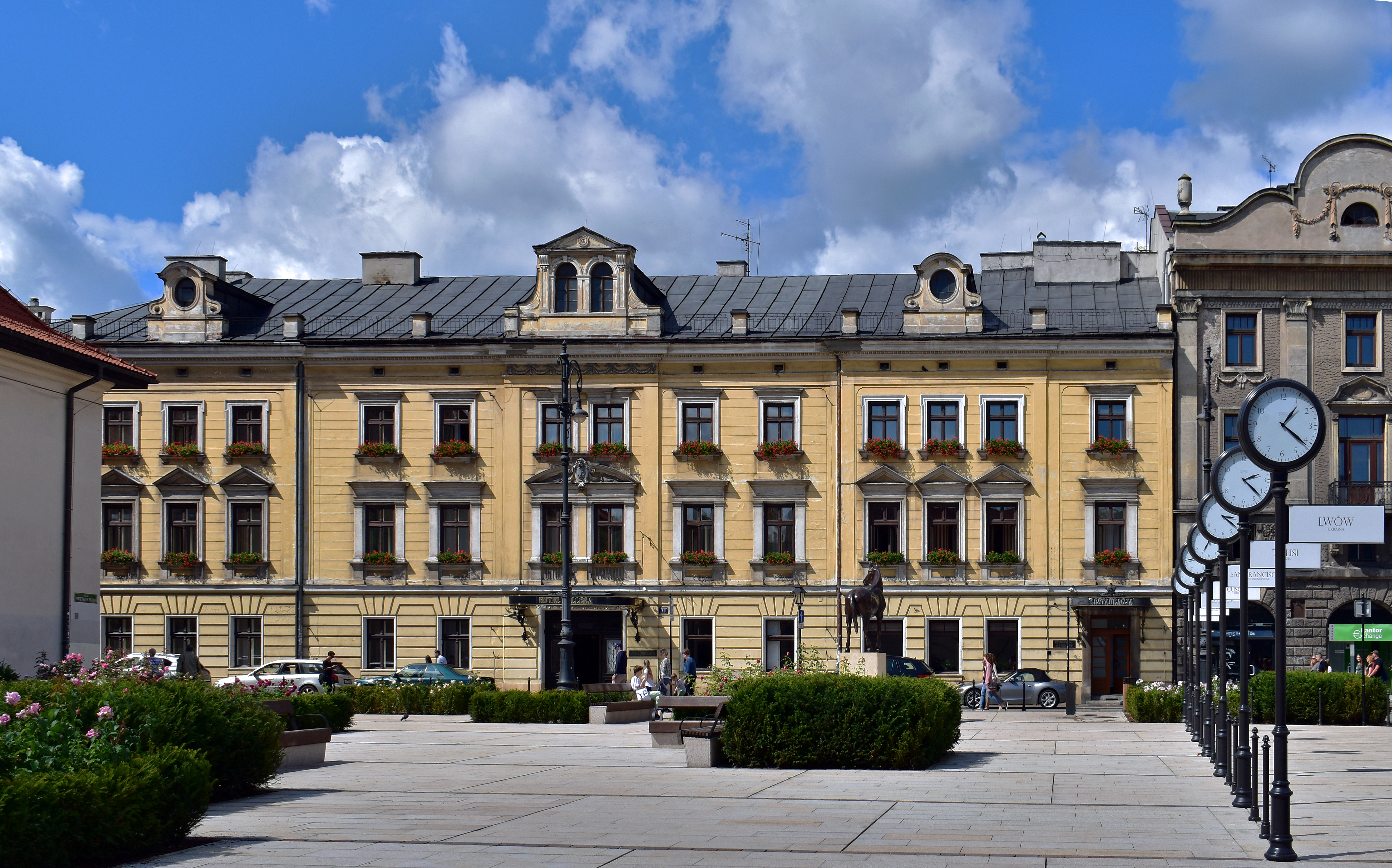
ul. Szpitalna 30 Hotel Pollera
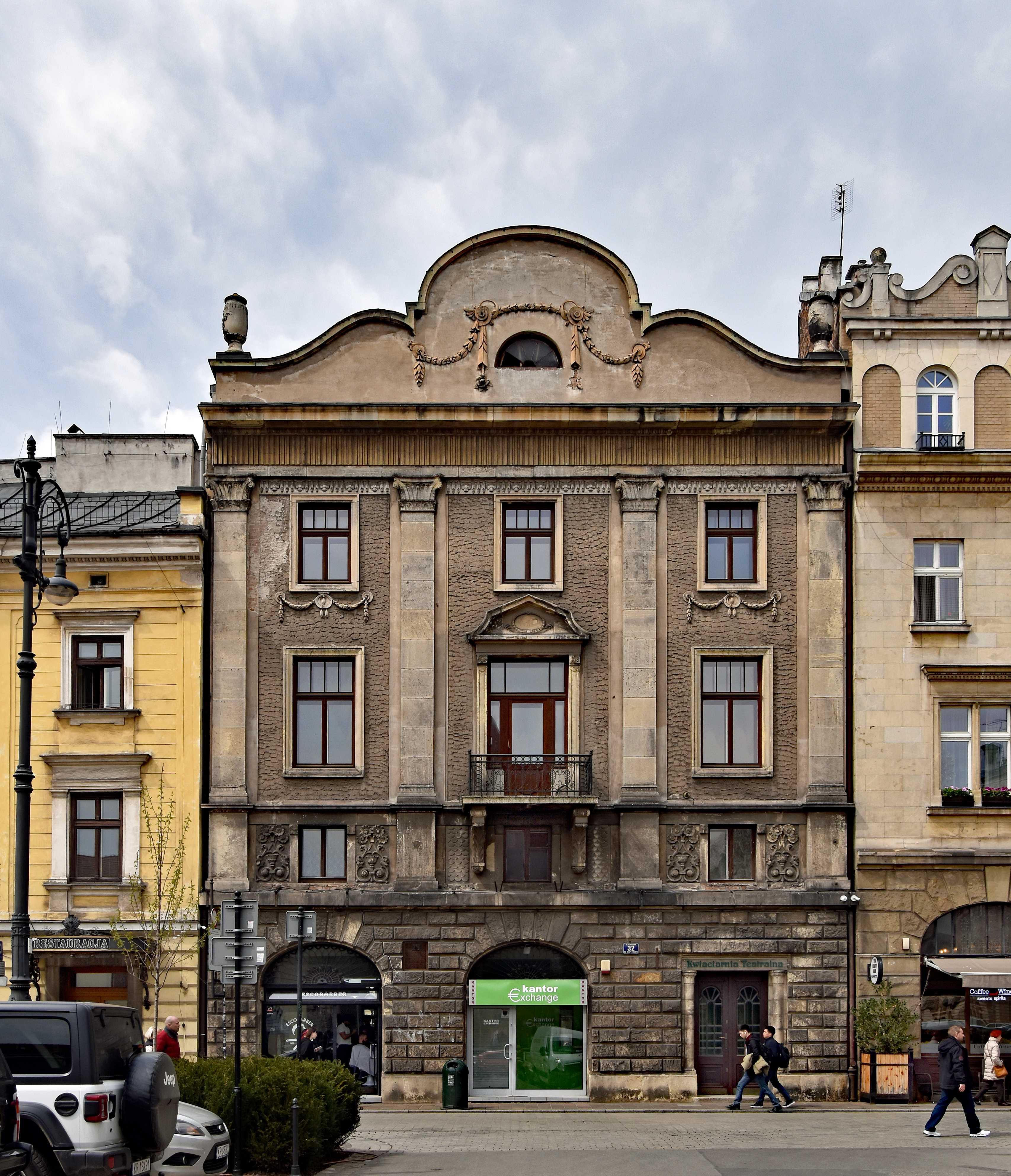
ul. Szpitalna 32 Dom Pollerów
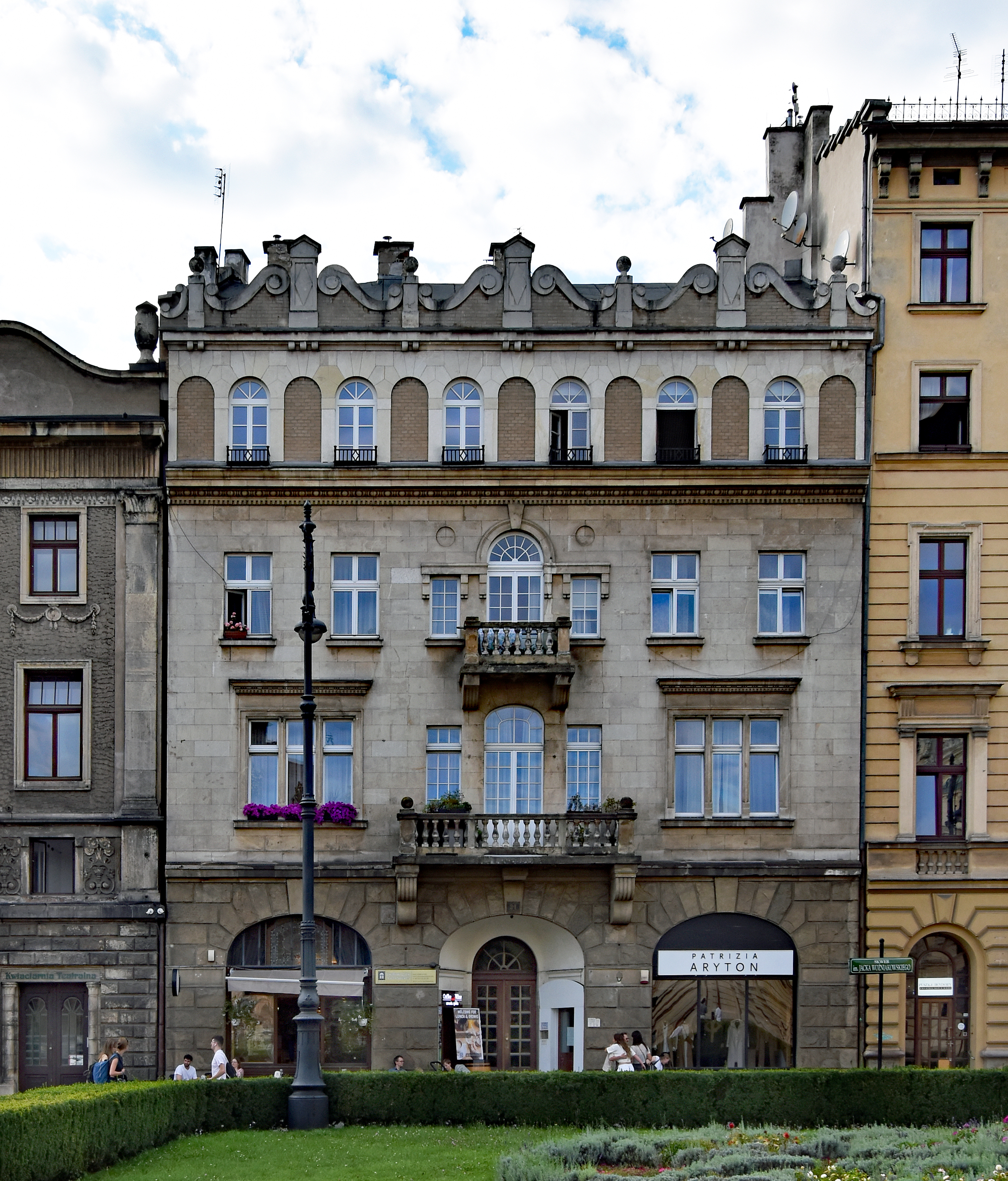
ul. Szpitalna 34 Dom Murdzieńskich
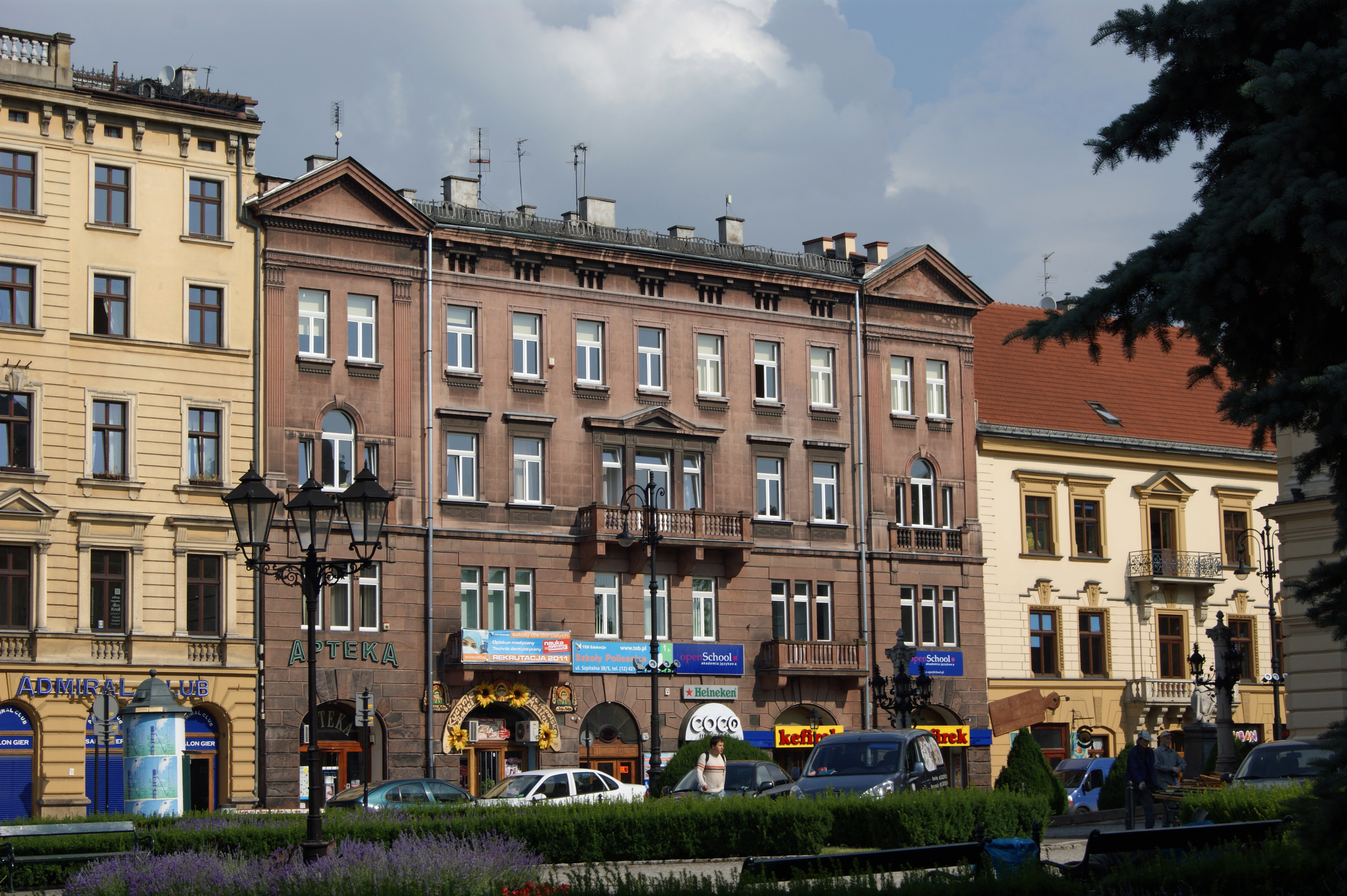
ul. Szpitalna 38 Kamienica Kennerów
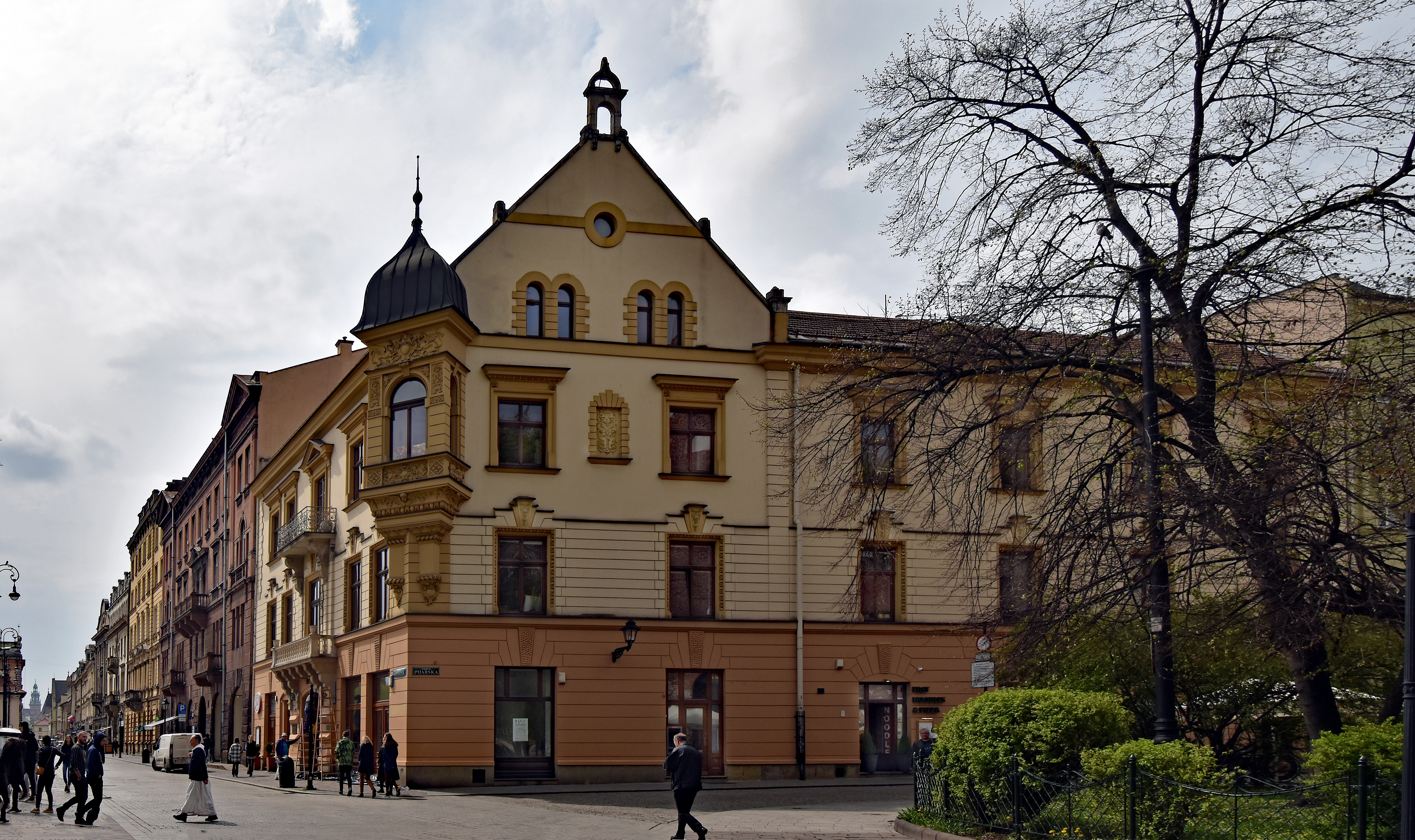
ul. Szpitalna 40 (ul. Pijarska 23) Kamienica Raczyńskiego